# Pauh Terenjah
Pauh Terenjah is een bestuurslaag in het regentschap Muko-Muko van de provincie Bengkulu, Indonesië. Pauh Terenjah telt 1234 inwoners (volkstelling 2010).